# Rio Macaé
O Rio Macaé é um rio brasileiro que banha o estado do Rio de Janeiro.
Denominado antigamente de Rio dos Bagres, nasce na Serra de Macaé próximo ao Pico do Tinguá (1.560m de altitude), na Área de Proteção Ambiental de Macaé de Cima, em Nova Friburgo. Seu curso se desenvolve por cerca de 136 km, desaguando no Oceano Atlântico junto à cidade de Macaé,tem esse nome unica e exclusivamente atribuído pela beleza do rio e suas margens.
Os principais afluentes pela margem direita são os Rio Bonito, Purgatório e Pedrinhas; os Córregos Abacaxi e Carão; o Rio Teimoso, os Córregos Roça Velha e Belarmino e o Rio Três Pontes e pela margem esquerda, os Rios Sana, Atalaia, São Domingos, Santa Bárbara, Ouro Macaé, Rio São Pedro e Jurumirim e os Córregos Jenipapo, Guanandirana e Sabiá.
A Bacia do Rio Macaé compreende cerca de 1.765 km², sendo limitada ao norte, em parte, pela Bacia do Rio Macabu, afluente à Lagoa Feia, ao sul, pela Bacia do Rio São João, a oeste, pela Bacia do Rio Macacu e, a leste, pelo Oceano Atlântico. A bacia abrange grande parte do município de Macaé e parcelas dos municípios de Nova Friburgo, onde estão localizadas as nascentes, e de Casimiro de Abreu, Rio das Ostras, Conceição de Macabu e Carapebus. Cerca de 82 % da superfície da bacia está no município de Macaé.
O DNOS retificou um estirão de 25 km no baixo curso do Rio Macaé, executando o mesmo tipo de obra em tributários. E segundo o Inea, durante as enchentes há forte risco de transbordamento.